# 윤상목
윤상목(尹相穆, 1934년 ~ 2018년)은 대한민국 제10대 수원지방법원장과 제28대 대전지방법원장, 제27대 제주지방법원장 등을 역임한 법조인이다. 퇴임 후 법무법인 명동, 법무법인 네이버스 대표 변호사를 역임하였다.

## 생애
1934년 경기도 안성시에서 태어난 윤상목은 서울대학교 법학과를 졸업하고 제12회 고등고시 사법과에 합격하여 서울형사지방법원과 서울민사지방법원 등에서 부장판사를 지내다가 1988년 7월에 법원장으로 승진하여 대전지방법원과 수원지방법원에서 법원장을 역임했다.
서울형사지방법원 항소5부 재판장으로 재직하던 1980년 7월 4일에 영화배우 윤미라에게 "빌려준 돈 800만원을 갚으라"고 요구했다가 윤미라가 그 사실을 부인하자 친구인 기자 3명에게 "윤미라와 간통했다"고 말하여 명예훼손 혐의로 1심에서 징역10월 집행유예2년을 선고받은 피고인에 대한 항소심에서 원심을 깨고 벌금 50만원을 선고했다.
서울고등법원 특별1부 재판장으로 재직하던 1987년 4월 3일에 무정자증으로 생식 불능이 확인된 45세 남자가 자신의 부인이 다른 남자와 낳은 아이가 자신의 아들로 호적에 올라있는 것을 발견하고 5세 남자에 대해 친생자 관계 부존재 확인 소송에서 원고 패소판결을 했던 원심을 깨고 "친생자 관계가 없다"며 원고승소 판결을 했다.